# Bretagne Classic Ouest-France 2022
La Bretagne Classic Ouest-France 2022, ottantaseiesima edizione della corsa, si è svolta il 28 agosto 2022 su un percorso di 254,8 km, con partenza e arrivo a Plouay, in Francia. La vittoria fu appannaggio del belga Wout Van Aert, il quale completò il percorso in 6h04'22", alla media di 42,466 km/h, precedendo il francese Axel Laurance e il danese Alexander Kamp.

## Squadre e corridori partecipanti
| N.      | Cod. | Squadra                     |
| ------- | ---- | --------------------------- |
| 1-7     | BEX  | Team BikeExchange-Jayco     |
| 11-17   | DQT  | Quick-Step Alpha Vinyl Team |
| 21-27   | LTS  | Lotto Soudal                |
| 31-37   | ACT  | AG2R Citroën Team           |
| 41-47   | TJV  | Jumbo-Visma                 |
| 51-57   | EFN  | EF Education-EasyPost       |
| 61-67   | TBV  | Bahrain Victorious          |
| 71-77   | BOH  | Bora-Hansgrohe              |
| 81-87   | TQA  | Team Qhubeka NextHash       |
| 91-97   | UAD  | UAE Team Emirates           |
| 101-107 | MOV  | Movistar Team               |
| 111-117 | AST  | Astana Qazaqstan Team       |

| N.      | Cod. | Squadra                  |
| ------- | ---- | ------------------------ |
| 121-127 | DSM  | Team DSM                 |
| 131-137 | TEN  | TotalEnergies            |
| 141-147 | ISN  | Israel-Premier Tech      |
| 151-157 | BBK  | B&B Hotels-KTM           |
| 161-167 | IGD  | Ineos Grenadiers         |
| 171-177 | GFC  | Groupama-FDJ             |
| 181-187 | ARK  | Team Arkéa-Samsic        |
| 191-197 | COF  | Cofidis                  |
| 201-207 | BBH  | Burgos-BH                |
| 211-217 | TFS  | Trek-Segafredo           |
| 221-227 | IWG  | Intermarché-Wanty-Gobert |
| 231-237 | DEL  | Delko                    |

## Ordine d'arrivo (Top 10)
| Pos. | Corridore        | Squadra      | Tempo     |
| ---- | ---------------- | ------------ | --------- |
| 1    | Wout Van Aert    | Jumbo        | 6h04'22'' |
| 2    | Axel Laurance    | B&B Hotels   | s.t.      |
| 3    | Alexander Kamp   | Trek         | s.t.      |
| 4    | Arnaud De Lie    | Lotto-Soudal | s.t.      |
| 5    | Filippo Fiorelli | Bardiani-CSF | s.t.      |
| 6    | Biniam Girmay    | Intermarché  | s.t.      |
| 7    | Oliver Naesen    | AG2R         | s.t.      |
| 8    | Benjamin Thomas  | COFIDIS      | s.t.      |
| 9    | Toms Skujinš     | Trek         | s.t.      |
| 10   | Andrea Piccolo   | EF Education | s.t.      |